# 副島萌生
副島 萌生（そえじま めい、1991年12月28日 - ）は、NHKのアナウンサー。

## 来歴・人物
青森県弘前市出身。青森県立弘前高等学校、慶應義塾大学卒業。
高校在学時には、弘前高校放送局（略称HKB）に在籍。NHK杯全国高校放送コンテスト（2008年度）アナウンス部門にて「優良」に選出され、2009年春の第81回選抜高等学校野球大会にて開会式・閉会式の司会を担当した経歴を持つ。
大学時代はダンス部に所属。テレビ朝日アスクに通っていた。
2015年4月入局。

## 人物・挿話
- 両親、兄、妹、祖父、曽祖父は医師[8]。
- 趣味はカラオケ、温泉に入ること。
- 特技はクラシックバレエ、ストリートダンス[5]。
- 好きな食べ物：焼き肉、筋子、納豆、チョコレート、果物全般[5]
- 心身リフレッシュ術：仲の良い友達や家族とごはんを食べる。身体を動かして汗をかく。思いっきり歌う[5]。
- 曽祖父母が佐賀出身で佐賀がルーツ[9]。
- 初任地の大分に行った時のトップニュースは、高崎山の赤ちゃんザルの名前決定だった[10]。

## 現在の担当番組
- NHKニュース7（祝日を除く月曜 - 木曜メインキャスター：2024年4月1日 - ）[11]
- レジェンドの目撃者（BS1スペシャル）司会
- ダーウィンが来た!（ナレーション：2024年6月23日 - ）

## 過去の担当番組
大分放送局時代（2015年度 - 2016年度）
- NHKとっておきサンデー（2015年6月7日） - 新人お披露目
- 着信御礼!ケータイ大喜利（2015年11月1日・2016年9月11日）
- 第98回全国高等学校野球選手権大会 大分大会 準決勝ラジオ実況 （2016年7月23日・大分×臼杵）
- 第98回全国高等学校野球選手権大会 アルプスリポート（2016年8月15日 - 18日・20日・21日）
- NHKスペシャル MEGA CRISIS 巨大危機 〜脅威と闘う者たち〜 第2集（2016年9月11日）
- 目撃!日本列島 五七五に思いを 〜大分重度障害者がつづる心の声〜（2016年10月22日）
- NHKニュースおはよう日本 スポーツコーナー（2016年11月21日 - 12月2日、森花子の代理出演）
- しんけんワイド大分（不定期）
- 大分のニュース・中継・リポート

名古屋放送局時代（2017年度）
- おはよう東海（2017年4月 - 2018年3月）[12]
- 超絶 凄ワザ!（2017年5月 - 2018年2月26日）[13]
- プロ野球中継 「楽天対オリックス」（2017年6月28日、BS1、青森県弘前市・はるか夢球場）スタンドリポーター。
- 東海3県・東海北陸のニュース
- ほっとイブニング（2017年8月21日 - 25日・福永美春のキャスター代行）
- BS1スペシャル 「伝説の棋士へ〜藤井聡太 デビューから1年〜」（2017年12月24日）

東京アナウンス室時代（2018年度 - ）
- サタデースポーツ・サンデースポーツ - キャスター（2018年4月1日 - 2022年3月27日）「サタデースポーツ」では女性初の単独キャスター
- Nスペ5min「アマゾン未知の部族」（2018年12月22日）
- さわやか自然百景（ナレーション）
  - 「群馬 多々良沼」（2019年2月17日）
  - 「長野 裾花川」（2022年8月21日）
- コズミックフロント（ナレーション：2019年4月25日 - 2023年3月）
- プロ野球中継「楽天対西武」8回戦（2019年5月29日、BS1、青森県弘前市・はるか夢球場） - 津軽弁でのスタンドリポーター。
- 第47回ローザンヌ国際バレエコンクール（2019年6月16日、Eテレ）解説：山本康介
- ラグビーテストマッチ「日本」対「南アフリカ」（2019年9月6日、BS1） ゲスト：五郎丸歩
- 「静かに咲く 弘前公園の名桜」（2020年5月9日、BSプレミアム）出演：奈良美智
- ＃高校最後の夏だから 球児たちの晴れ舞台（2020年8月10日・11日）司会 : 佐藤隆太 出演：桑田真澄、佐々木久美（日向坂46）
- 私のアニメ語り（2020年9月21日 - 10月12日、Eテレ）ナレーション
- スポーツ×ヒューマン（BS1）
  - 5ミニッツ〜みんなでエール編〜（2020年10月5日 - 8日） - ナレーション
  - Last Days 川崎フロンターレ 中村憲剛（2020年12月21日） - ナレーション
- NHKニュースおはよう日本（祝日を除く月曜日 - 金曜日：5:30 - 7:45、2022年4月4日 - 2024年3月29日）
  - 2022年度：サブキャスター
  - 2023年度：サブキャスター/スポーツキャスター兼務
  - ニュース・気象情報（午前10時の定時ニュース）祝日を除く月曜 - 金曜〉（2023年4月 - 2024年3月）[注釈 3]
- ラジオニュース（午前10時、11時の定時ニュース：主に月曜日・水曜日）（2022年4月 - 2023年3月）
- ワイルドライフ（BSプレミアム、BS4K）アラスカ悠久の自然 星野道夫が見たトナカイ大集結（2022年12月5日） - ナレーション
- 午前9時の全国ニュース：2022年12月12日、14日 - 16日[注釈 4]
- NHKスペシャル ディープオーシャンII 紅海 世界初!深海の魔境に挑む（2023年7月23日） - 語り
- 放送100年 スポーツ名場面 歴史を彩ったヒーロー・ヒロイン（2025年3月26日）- （伊集院光と一緒に）司会 出演：岡田結実、田口壮、テリー伊藤、中澤佑二、増田明美、吉田沙保里[14]